# Прованс (тунель)
41°23′51″ пн. ш. 2°09′50″ сх. д. / 41.39761° пн. ш. 2.1639° сх. д.
Тунель Сантс–Ла-Сагрера також тунель Прованс — двоколійний залізничний тунель у Барселоні, Каталонія, Іспанія.
Відкритий 8 січня 2013 року, сполучає станцію Барселона-Сантс на південному заході міста та нову станцію Барселона-Сагрера, яка будується на північному сході та, як очікується, буде відкрита в 2023 році. Тунель є складовою швидкісної залізниці Мадрид — Барселона.

## Технічна характеристика
Тунель має довжину 5,6 км, з яких 4,8 км глибокого закладення. Перетин тунелю — 85 м², діаметр труби — 10,4 м.

## Трафік
Обіг поїздів через тунель становить 18 швидкісних пасажирських поїздів на добу (по 9 поїздів у кожному напрямку).